# Souto da Casa
Souto da Casa is een plaats (freguesia) in de Portugese gemeente Fundão en telt 988 inwoners (2001).